# IndieWire
Indiewire (de vegades estilitzat com indieWIRE o Indiewire) és una empresa cinematogràfica i lloc web de revisió que es va establir el 1996. Es diu que cobreix esdeveniments cinematogràfics menys coneguts que són àmpliament ignorats per les grans publicacions de la indústria de Hollywood. Des del 19 de gener de 2016, IndieWire és una filial de Penske Media. Compta amb una plantilla d'uns 20 treballadors, entre ells l'editor James Israel, la cap de redacció Dana Harris, el crític cap Eric Kohn i l'editora Anne Thompson.

## Història
El butlletí original d'IndieWire va ser llançat el 15 de juliol de 1996 i s'ha convertit en "el servei diari de notícies per al cinema independent." Seguint els passos de diverses empreses editorials basades en Internet i AOL, Indiewire va ser llançada com una publicació diària gratuïta per correu electrònic a l'estiu de 1996 per cineastes i escriptors amb seu a Nova York i Los Àngeles, com Eugene Hernández, Mark Rabinowitz, Cheri Barner, Roberto A. Quezada i Mark L. Feinsod.
Inicialment distribuït a uns pocs centenars de subscriptors, el nombre de lectors va créixer ràpidament, passant de 6.000 a la tardor de 1997.
El gener de 1997, IndieWire fer la seva primera aparició en el Festival de Cinema de Sundance per començar la seva cobertura dels festivals de cinema; va oferir indieWIRE: On The Scene diaris impresos, a més de la cobertura en línia. Impresa en el lloc, en estil blanc i negre de baixa tecnologia, la publicació va ser capaç de treure periòdics comercials tradicionals de Hollywood, como Variety i The Hollywood Reporter causa de l'endarreriment que aquestes últimes publicacions tenien per a ser imprès a Los Angeles.
El lloc va ser adquirit per Snagfilms el juliol de 2008. El 8 de gener de 2009, l'editor d'IndieWire Eugene Hernández va anunciar que el lloc estava passant per un rellançament que ha estat "totalment reinventat." El 2011, amb el llançament d'un redisseny, el lloc va canviar l'ortografia formal del seu nom d'ndieWIRE a IndieWire.
El 2012, IndieWire va guanyar el Webby Award en la categoria de cinema i cinema.

## Recepció
En Wired, el 1997, Janelle Brown va escriure: "Actualment, IndieWire té poc o gens de competència: comerços com The Hollywood Reporter i Variety poden cobrir pel·lícules independents, però des d'una perspectiva de Hollywood, amagada per una gran quantitat de notícies. Com assenyala el cineasta Doug Wolens, Indiewire és un dels pocs llocs on els cineastes poden mantenir de manera consistent i fiable al cim de petits festivals de cinema sovint ignorats, que les pel·lícules estan obrint i el que altres cineastes estan pensant".
El 2002, la revista Forbes va reconèixer a Indiewire, juntament amb altres 7 participants en la categoria "Apreciació del Cinema", com "Millor del Web Pick", descrivint el seu millor llargmetratge com "taules plenes de cineastes" i el seu pitjor com a "motor de recerca glacial".
IndieWire ha estat elogiat per Roger Ebert.

## Enquesta de crítics
The Indiewire Critic's Poll és una enquesta anual d'IndieWire que reconeix el millor de cinema americà i internacional en un rànquing de 10 pel·lícules en 15 categories diferents. Els guanyadors són triats pels vots dels crítics d'IndieWire.